# Martín Manterola
Martín Manterola Urzúa (Santiago, 25 de mayo de 1948) es un abogado y político chileno. Fue diputado por el Distrito N.°24, entre 1992 y 1994.

## Biografía
Nació el 25 de mayo de 1948, en Santiago. En el año 1970 se casa con Janet Vince Nettle, con quien tiene tres hijos. Actualmente tiene una relación con Claudia Aguilera Sazo, con quien tiene dos hijos.
Realizó sus estudios primarios y secundarios en diversos colegios, como el Instituto Nacional, el Colegio San Gabriel, la Escuela Militar y fimalmente el Instituto Luis Campino. Posteriormente ingresó a la Facultad de Derecho de la Universidad de Chile, donde se tituló de Abogado con distinción máxima.en el año 1979. Posteriormente realiza diversos diplomados y en el año 2007 obtiene el grado de Magíster en Ciencias Políticas, Universidad Andrés Bello.
Mientras estudiaba en la Universidad, comienza a desarrollar su carrera profesional. En 1971 ingresa al Servicio Agrícola y Ganadero (SAG), donde llega a ser Jefe del Departamento Técnico Operacional de la División de Pesca. En 1973, después del Golpe Militar, renuncia al Servicio y pasa a desempeñarse como procurador jurídico de la Caja Central de Ahorro y Préstamos. En 1979 ingresa como abogado fiscalizador del entonces Servicio de Seguro Social, en el que se desempeña hasta 1981. A contar de esa fecha comienza a ejercer libremente su profesión, asesorando a empresas, organizaciones profesionales y sindicatos, siendo reconocido su trabajo como abogado asesor del Colegio de Profesores y del Colegio de Kinesiólogos. Se desempeña como abogado particular hasta el año 1990, en que pasa a desempeñar funciones públicas, hasta el año 1994. Desde 1995 y hasta el año 2007 se desempeña como profesor de la cátedra de Seguridad Social en la Universidad Andrés Bello, al mismo tiempo que retoma sus actividades profesionales particulares. En el año 2008 asume como Jefe de la División Jurídica de la Subsecretaría de Pesca. En e l año 2010 retorna a sus actividades particulares,formando parte del estudio de abogados Negocios Jurídicos S.A.

## Vida política
La inició como opositor a la dictadura militar, formando parte de la Alianza Democrática. En 1989 es nominado como candidato a diputado como independiente por el distrito N.°24 correspondiente a las comunas de La Reina y Peñalolén en las elecciones parlamentarias de 1989, postulando como independiente apoyado por la Social Democracia Chilena y el Partido Democracia Cristiana  donde obtuvo el tercer lugar de las preferencias con el 23,52% de los votos, no siendo elegido.
Posteriormente fue designado por el entonces Presidente de la República Patricio Aylwin, como Subsecretario de Previsión Social, ejerciendo dicho cargo hasta el 19 de julio de 1992. En el ejercicio del mismo debió enfrentar el tema de los chilenos exiliados y el de los exonerados políticos. También debió representar al estamento gubernamental en la OIT en el año 1991.
En esa misma fecha debió asumir como diputado debido al fallecimiento de Laura Rodríguez, quien falleció ejerciendo el cargo. En ese entonces, en caso de incapacidad o fallecimiento de un diputado electo, la vacante era llenada por el que fuera el compañero de lista parlamentaria.
Durante el breve tiempo que ejerció como diputado fue miembro de las Comisiones de Economía, Fomento y Desarrollo, de Salud, y de Vivienda y Desarrollo Urbano. Además, perteneció a la Comisión Especial de Pueblos Indígenas.
Al producirse la fusión del Partido Socialdemocracia con el Partido Radical, pasó a militar en el Partido por la Democracia. No repostuló al cargo de diputado, por lo que finalizó sus funciones parlamentarias el 11 de marzo de 1994.
Es miembro fundador y miembro de la Directiva Provisional, en calidad de Vicepresidente, en el año 2021.

## Historial electoral

### Elecciones parlamentarias de 1989
- Elecciones parlamentarias de 1989 para el Distrito 24 (La Reina y Peñalolén), Región Metropolitana de Santiago.[1]